# Pseudopanurgus trimaculatus
Pseudopanurgus trimaculatus là một loài Hymenoptera trong họ Andrenidae. Loài này được Timberlake mô tả khoa học năm 1973.